# Rybí
Rybí (en allemand : Reimlich) est une commune du district de Nový Jičín, dans la région de Moravie-Silésie, en République tchèque. Sa population s'élevait à 1 258 habitants en 2021.

## Géographie
Rybí se trouve à 5 km à l'ouest de Kopřivnice, à 5 km à l'est de Nový Jičín, à 28 km au sud-ouest d'Ostrava et à 267 km à l'est-sud-est de Prague.
La commune est limitée par Šenov u Nového Jičína et Libhošť au nord, par Štramberk à l'est, par Ženklava et Životice u Nového Jičína au sud, et par Nový Jičín à l'ouest.

## Histoire
La première mention écrite de la localité date de 1411.

## Galerie

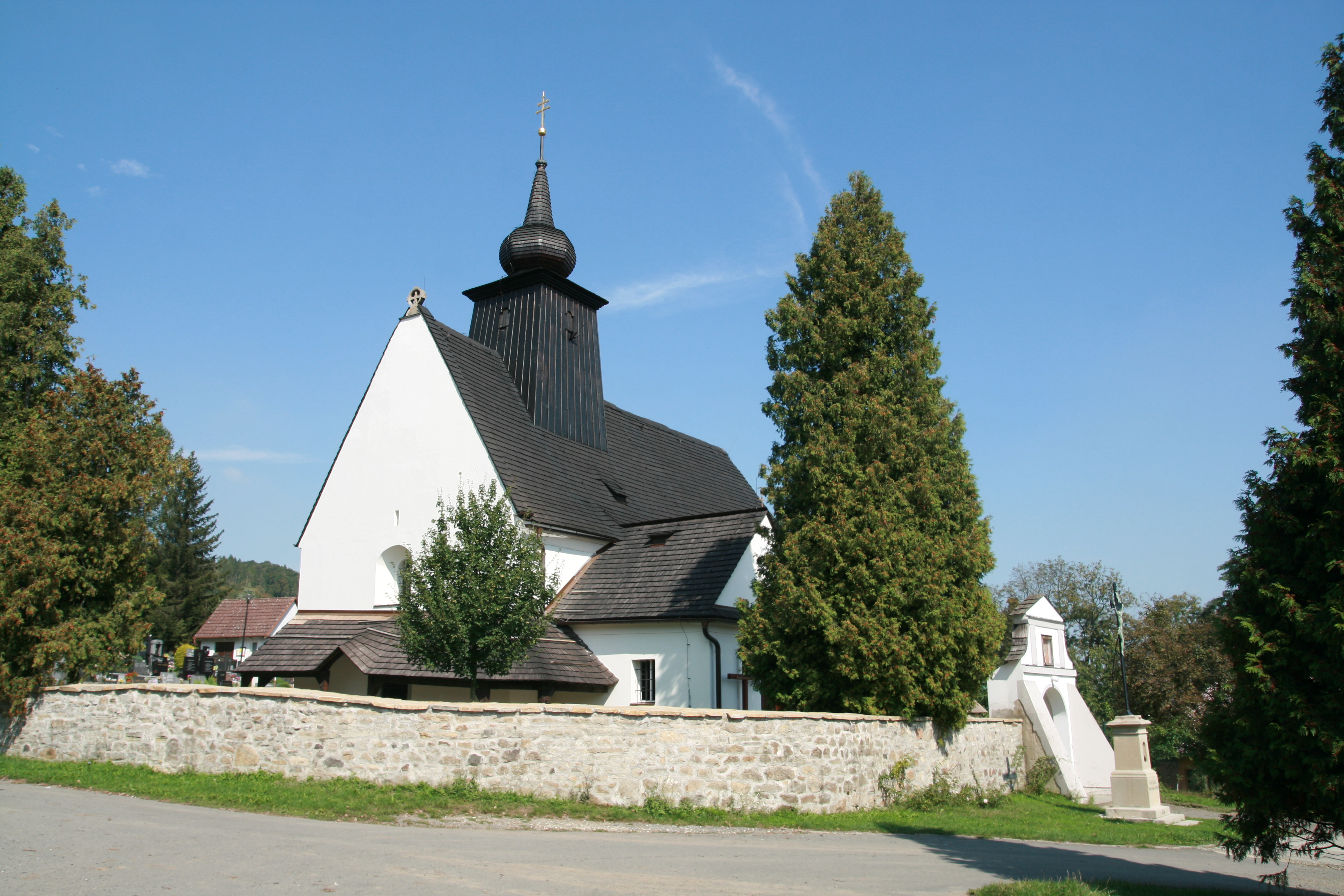
Église à Rybí.
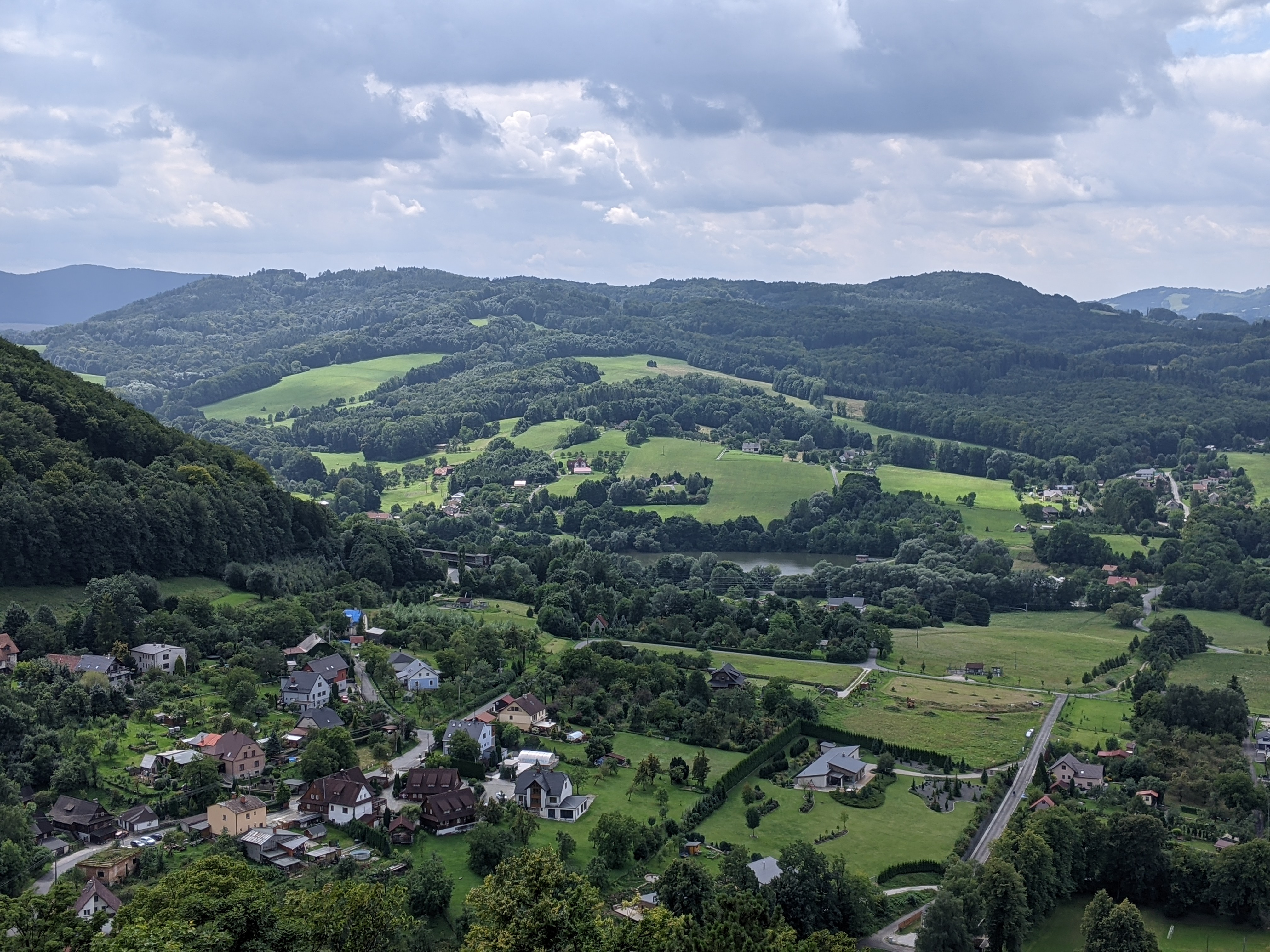
Complexe forestier de Libotín.

## Transports
Par la route, Rybí se trouve à 6 km de Nový Jičín, à 37 km d'Ostrava et à 331 km de Prague.